# Birrificio Baladin
Il Birrificio Baladin è un birrificio italiano nato nel 1996 a Piozzo in provincia di Cuneo per opera del mastro birraio Teo Musso.

## Storia
Originario del piccolo paese di Piozzo e cresciuto in una famiglia di agricoltori, Teo Musso nel 1986 decide di aprire a Piozzo la birreria Le Baladin. Il nome Baladin, che in francese antico significa "saltimbanco", viene suggerito da François Rauline. Inizialmente la birreria non ha produzione propria ma vengono serviti prodotti importati da tutta Europa.
Dopo un periodo trascorso in Belgio per approfondire i processi di birrificazione, Teo Musso torna in Italia e nel 1996 trasforma il locale in brewpub iniziando a produrre birra utilizzando un impianto artigianale progettato in Belgio da Jean-Louis Dits della Brasserie à Vapeur. 
Le prime spine del catalogo Baladin sono la Blonde e l'Ambrée, seguite a breve distanza da Isaac e Super che furono le prime due birre artigianali italiane ad essere confezionate in bottiglia, nel 1997. Dopo una visita al birrificio, lo scrittore e degustatore Michael Jackson inserì la Isaac nella sua guida Great Beer Guide.
Nel 2000 Baladin e il Birrificio Italiano partecipano, primi tra i marchi italiani, al Great British Beer Festival. Con la crescita del birrificio, nasce l'esigenza di aumentare lo spazio di produzione; viene utilizzato uno spazio a distanza dall'impianto di produzione collegato con un condotto sotterraneo che attraversava il paese. 
Nel 2004 Teo Musso e Lorenzo Dabove Kuaska, esperto di birra artigianale in Italia, creano il TeKu, bicchiere per la birra artigianale.
Nel 2006 a Piozzo viene avviata una coltivazione di cereali mentre nel 2009 Baladin comincia a coltivare il luppolo; nel corso degli anni la produzione agricola si espande arrivando a 300 ettari di orzo distico primaverile in Basilicata e Puglia.
Nel 2007 viene inaugurata Casa Baladin, un ristorante birrario nel centro di Piozzo con camere per il pernottamento. Nel 2009 viene aperto Open Baladin Cinzano, un locale dove vengono ospitate le birre Baladin insieme ad una selezione di prodotti artigianali italiani. Dopo il locale di Cinzano seguono questa linea anche l'Open Baladin Roma, l'Open Baladin Torino e l'Open Baladin Cuneo.
Nel corso degli anni vengono aperte diverse filiali in Italia; Baladin successivamente apre attività anche al di fuori dell'Italia, come il Ryad a Essaouira, un hotel con ristorante a Zanzibar e un pub nel mercato di Camden a Londra.
Nel 2012 la produzione annuale arriva a circa 20 000 ettolitri e Baladin diventa Birrificio Agricolo Artigianale; nel luglio 2016 il birrificio cambia impianto e locali e viene inaugurata l'attuale sede all'interno del Baladin Open Garden. Per questa occasione l'impianto di produzione viene aperto al pubblico, organizzando visite guidate.
Negli anni il Birrificio produce anche altre bevande, quali cocktail, bibite analcoliche, spirits e amari.
Nel 2020 viene sviluppata una linea di birre dal packaging ecosostenibile.